# Plik konfiguracyjny

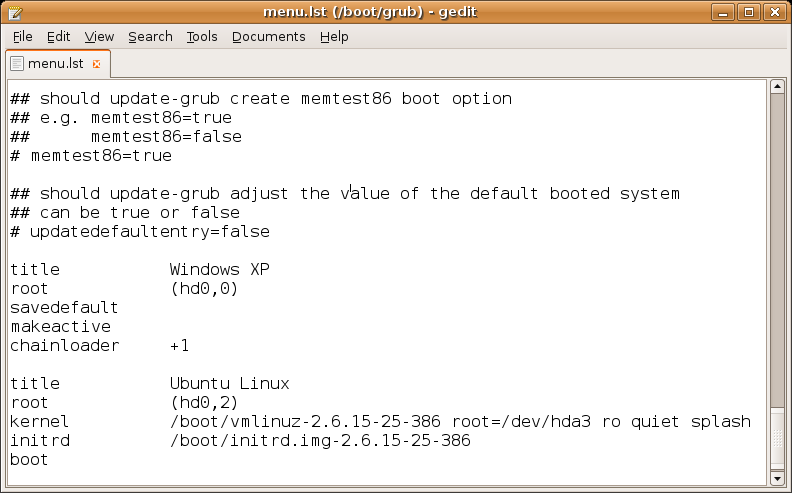
Plik konfiguracyjny programu GRUB otwarty w edytorze gedit. Plik ten zawiera listę systemów operacyjnych, którą GRUB wczytuje i pokazuje użytkownikowi jako menu.

Plik konfiguracyjny – plik komputerowy przechowujący parametry działania niektórych programów komputerowych. Są wykorzystywane przez zwykłe aplikacje, programy serwerowe i systemy operacyjne. Pliki są często pisane w ASCII (rzadziej w UTF-8) i podzielone na linie, zakończone znakiem end-of-line. Można je uznawać za prostą bazę danych. Niektóre pliki są tworzone i edytowane w edytorach ASCII. Inne są tworzone i modyfikowane w sposób ukryty dla użytkownika poprzez interfejs graficzny. Dane w tych plikach mogą być zapisane binarnie w ściśle określonym porządku lub tekstowo w formacie typu klucz - wartość.
Niektóre aplikacje zawierają narzędzia do tworzenia, modyfikowania i sprawdzania składni swoich plików konfiguracyjnych. Niektóre pliki konfiguracyjne w systemach z rodziny UNIX są częściowo opisane w programie man lub na stronach pomocy. 
Niektóre programy komputerowe czytają pliki konfiguracyjne przy uruchomieniu. Inne sprawdzają je co jakiś czas w poszukiwaniu zmian. Niektórym można wydać polecenie ponownego wczytania plików i zastosowania zmian dla obecnego procesu lub wskazać plik, który ma być odczytany jako plik konfiguracyjny. Nie ma standardów ani ustalonych konwencji w tym zakresie.
Obecnie popularnymi formatami plików konfiguracyjnych są również XML oraz YAML. Ich zaletą jest dobrze zdefiniowana składnia i możliwość łatwego sprawdzania poprawności stworzonych plików, dzięki istnieniu przeznaczonych do tego narzędzi.